# (10578) 1995 LH
1995 أل إتش (ويعرف أيضًا باسم (10578) 1995 أل إتش وفق تسمية الكوكب الصغير) (بالإنجليزية: 1995 LH)‏ هو كويكب ضمن حزام الكويكبات؛ وترتيبه 10578 من حيث الاكتشاف.
اكتُشف هذا الجُرم الفلكي بواسطة Gordon J. Garradd ‏ في 5 يونيو 1995.

## وصلات خارجية
- (10578) 1995 LH في قاعدة بيانات مختبر الدفع النفاث لأجرام النظام الشمسي الصغيرة

- الاكتشاف · مخطط المدار ·  العناصر المدارية · المعلمات المادية

- (10578) 1995 LH على موقع ويكي سكاي: DSS2, SDSS, GALEX, IRAS, Hydrogen α, X-Ray, Astrophoto, Sky Map, Articles and images